# Conacul Nicu Chiroiu
Conacul Nicu Chiroiu este un monument istoric situat în satul Borănești, județul Ialomița. Este situată de-a lungul DJ 201, la ieșirea din sat spre Bărcănești pe stânga. Clădirea a fost construită în anul 1889. Figurează pe noua listă a monumentelor istorice sub codul LMI: IL-II-m-B-14093.

## Istoric și trăsături
Conacul Nicu Chiroiu a fost proiectat în stil neo-românesc în anul 1912 de către arhitectul Paul Smărăndescu pentru Constantin Georgescu Chiroiu. După 1960 a fost sediu de CAP  iar actualmente este în proprietatea privată a ITAGRA SA.

## Imagini